# Брук, Хендрик ван ден
Хендрик ван ден Брук, или Арриго Фьямминго (нидерл. Hendrick van den Broeck, Arrigo Fiammingo, Hennequin de Meecle Broeck, Henricus Paludanus, Hendrick van de Broeck, Hendrick v. d. Broeck, Nicolas Hendrick Broeck, Henricus van Mechelen; ок. 1530, Мехелен — 28 сентября 1597, Рим) — фламандский живописец, мастер росписи витражей и скульптор позднего Возрождения и периода маньеризма. После обучения во Фландрии он отправился в Италию, где оставался активным в разных городах до конца своей жизни. Он был придворным художником Козимо I Медичи во Флоренции, писал фрески в Риме, участвовал в крупных декоративных проектах папы Григория XIII.

## Биография
Хендрик ван ден Брук родился в Мехелене в семье Хендрика ван ден Брука, но неизвестно, был ли его отец художником. Члены семьи использовали латинизированное имя «Палуданус», основанное на переводе голландского слова «broeck», которое является частью фамильного имени и означает болото или заболоченную землю, на латинский («palus»). Среди членов его семьи были художники, работавшие в Мехелене. Братья Хендрика: скульптор Виллем ван ден Брук, живописцы Йорис и Питер ван дер Брук. Живописец Криспейн ван ден Брук, вероятно, его родственник.
Хендрик был учеником маньериста и убеждённого романиста Франса Флориса, работавшего в Антверпене.
Около 1557 года ван ден Брук переехал в Италию. Здесь он оставался до конца своей жизни, работая во многих городах. Предполагается, что его частые переезды из одного города в другой были вызваны финансовыми трудностями. В 1557 и 1558 годах он находился во Флоренции, где трудился в основном как художник по стеклу по заказам герцога Козимо I Медичи и его двора. Ему было поручено расписать четыре витража в «Комнате стихий» Палаццо Веккьо во Флоренции. Адриан де Витте предоставил иконографическую программу, которая включала аллегории Зависти, Справедливости и Победы с девизами на латыни. Программа была одобрена герцогом (позднее эти витражи были утрачены).
Ван ден Брук работал также над витражами в монастырском комплексе Сан-Лоренцо. В 1558 году художник выполнил роспись окон для хора и сакристии базилики Сан-Лоренцо, а также для Библиотеки Лауренциана.
В 1561 году Хендрик ван ден Брук уехал в Рим, где проработал несколько лет. В Риме ван ден Брук под руководством Чезаре Неббиа помогал расписывать Сикстинскую капеллу в базилике Санта-Мария-Маджоре. Он также трудился вместе с Джорджо Вазари и другими художниками над украшением Царского зала (Sala Regia) Ватиканского дворца и над фресками в Ватиканской библиотеке.
Кардинал Рануччо Фарнезе заказал ван дер Бруку картину «Страшный суд». Ван ден Брук создал большую композицию на холсте, на которую повлиял шедевр Микеланджело в Сикстинской капелле Апостольского дворца в Ватикане.
Герцог Адриано Монтемелини поручил ван ден Бруку написать «Поклонение волхвов» для своей капеллы в церкви Сан-Франческо в Прато (1564, ныне в Национальной галерее Умбрии, Перуджа). В 1565 году ван ден Брук получил заказ от папского посланника в Перуджe Франческо Босси на восстановление фресок в Палаццо-дей-Приори работы Бенедетто Бонфильи.
В 1565 году Хендрик ван ден Брук зарегистрировался в приходе Санта-Мария-делла-Пьета-ин-Кампосанто-дей-Тевтоничи, национальной церкви немцев и фламандцев в Риме. В 1567 и 1568 годах он работал в Неаполе.
В 1580 году он был принят в Академию Святого Луки и оставался активным в Риме и Умбрии в течение многих лет. Он женился на Антонии Дюнан, которая была родом из Бургундии.
Художник скончался в Риме. Дата его смерти, 28 сентября 1597 года, указана в записях прихода Святого Роха в Риме.

## Галерея

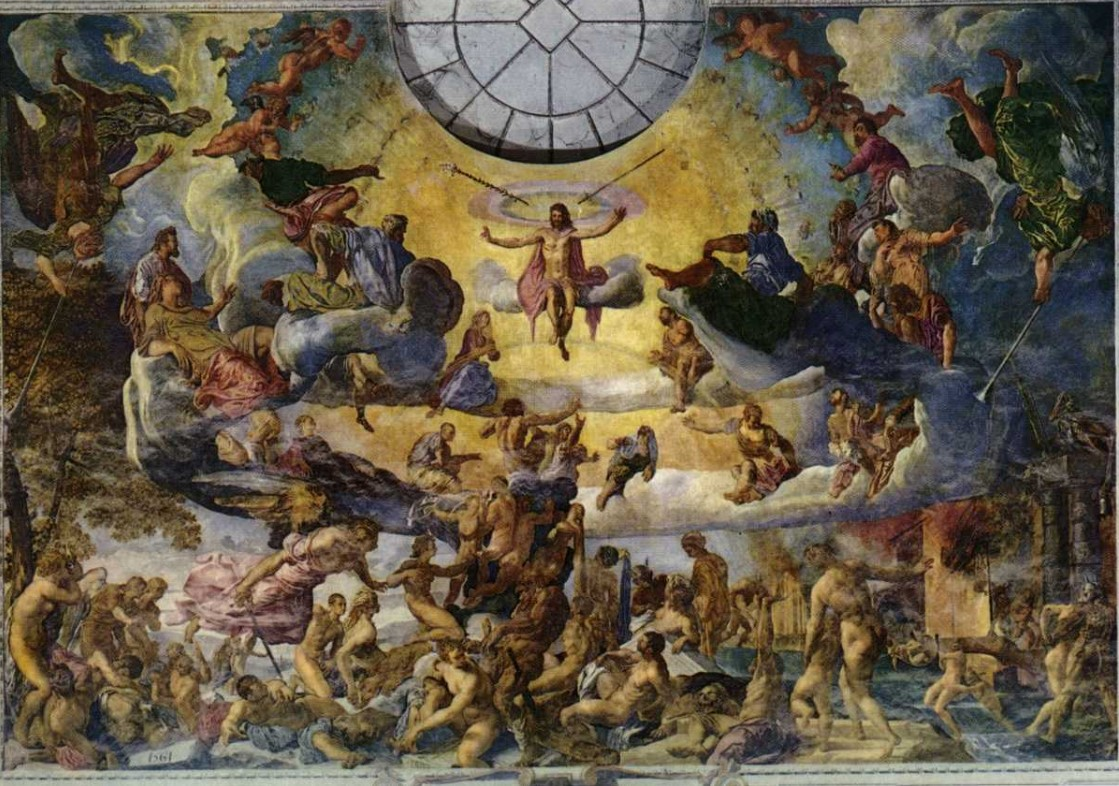
Страшный суд. 1561. Холст, масло. Аббатство Фара-ин-Сабина
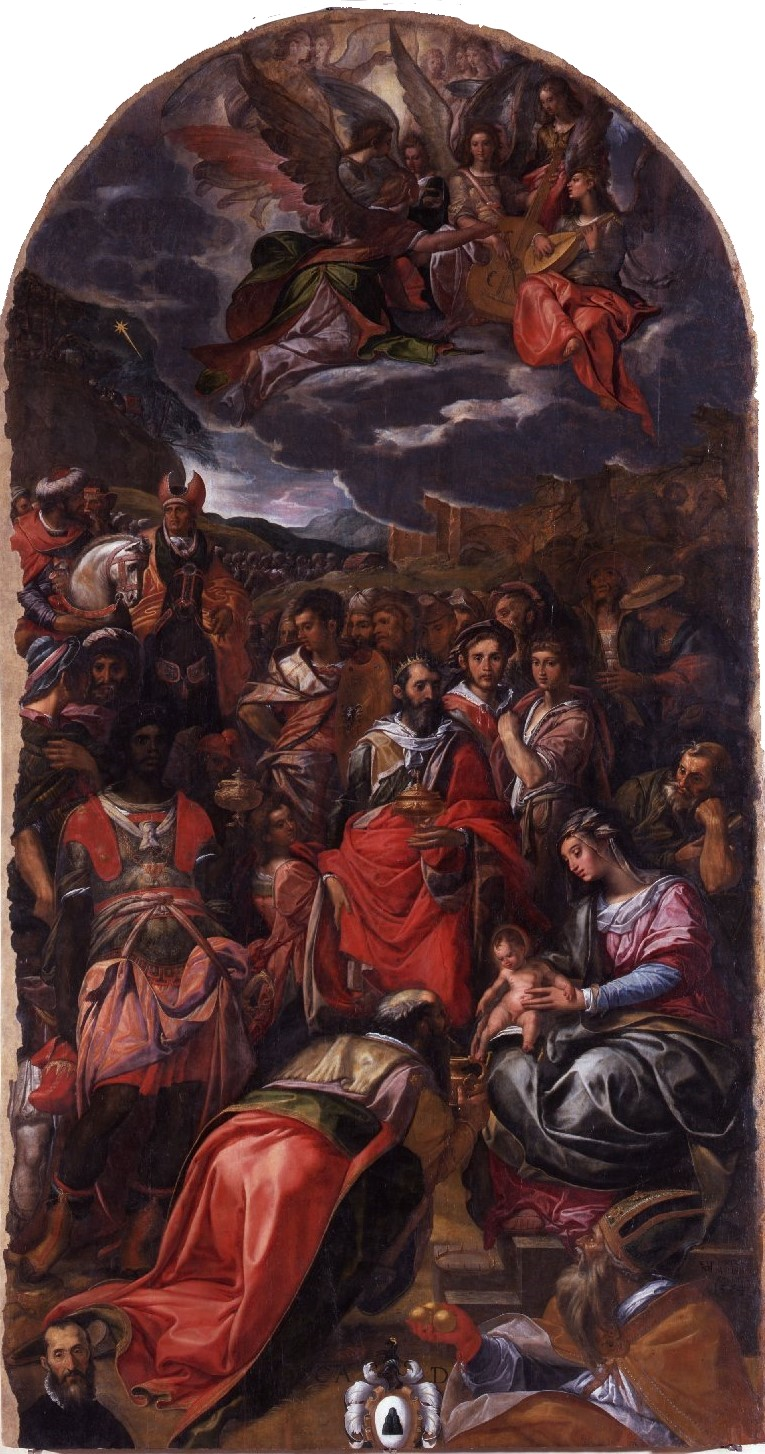
Поклонение волхвов. 1564. Дерево, масло. Национальная галерея Умбрии, Перуджа
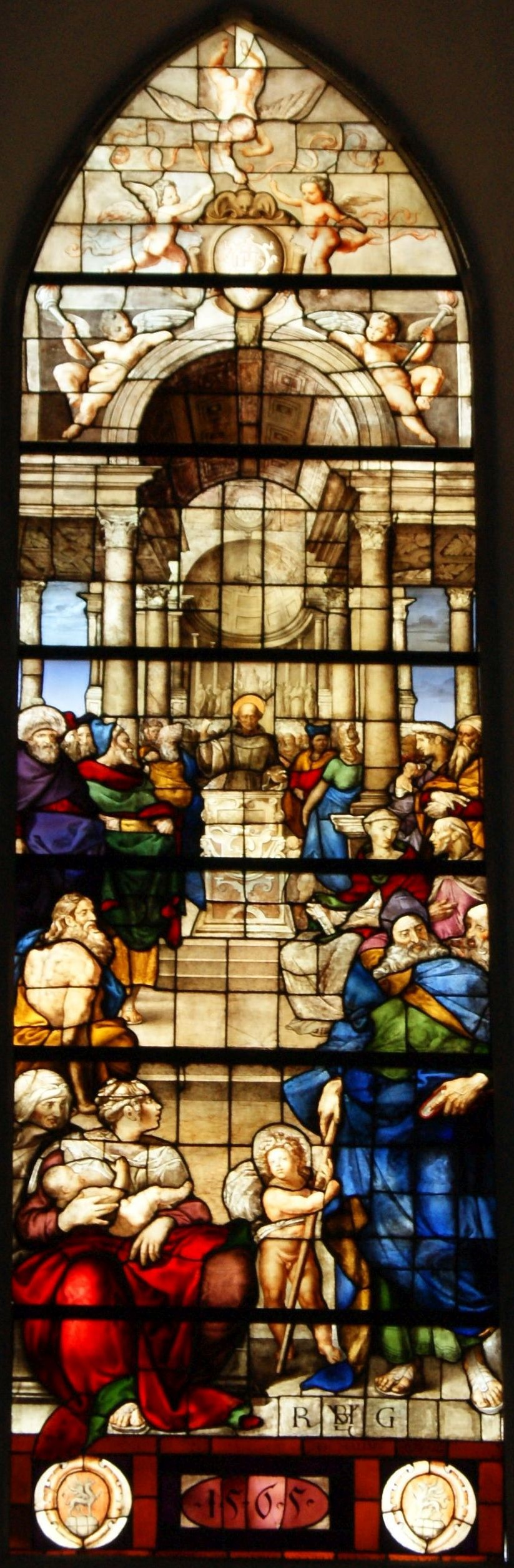
Проповедь Святого Бернардина Сиенского. 1565. Витраж собора в Перудже
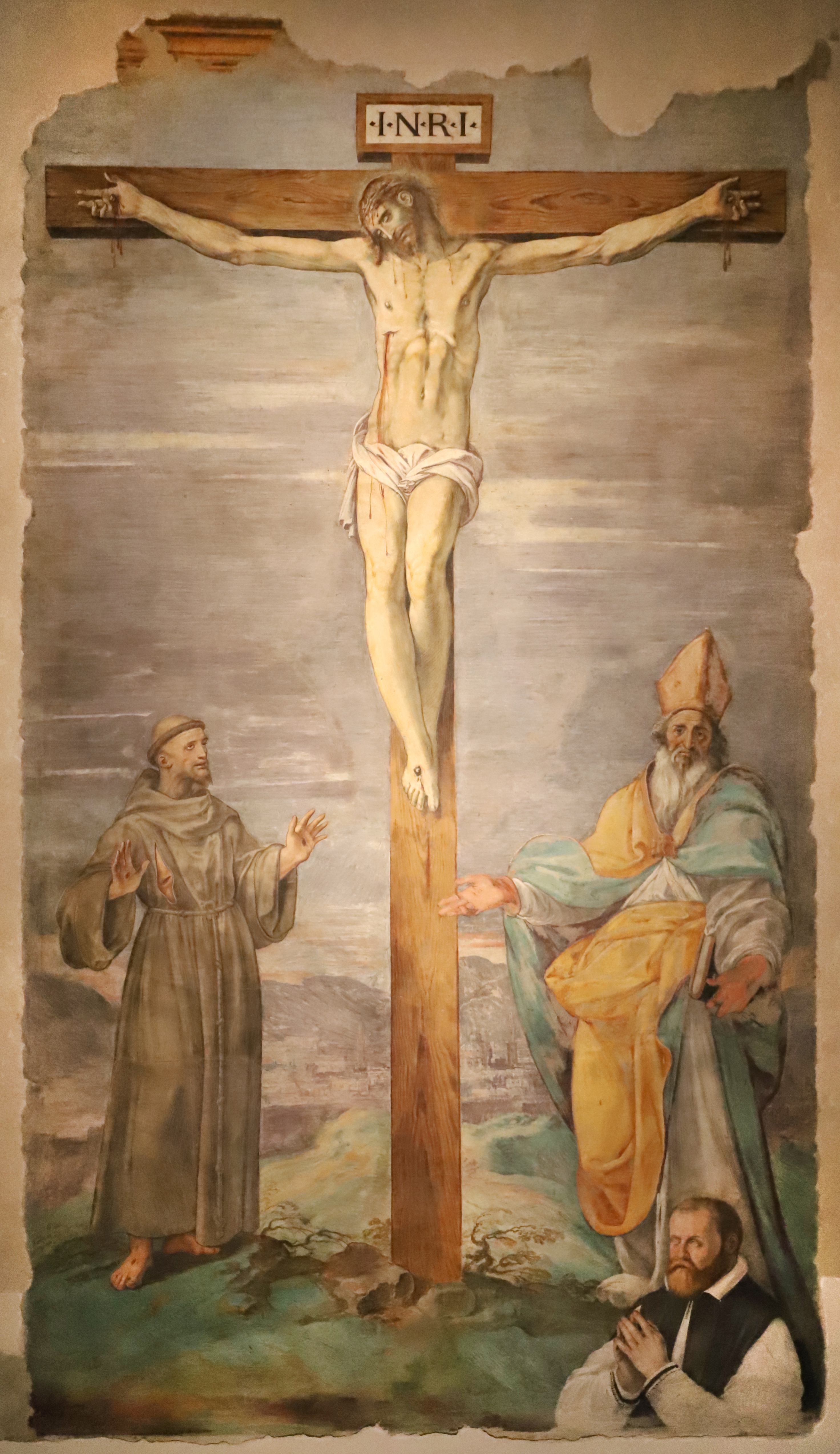
Распятие со святыми Франциском и Геркуланусом Перуджийским. 1565. Фреска. Национальная галерея Умбрии, Перуджа
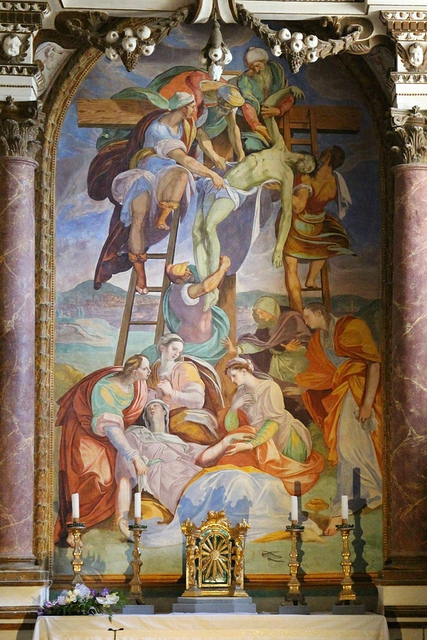
Снятие с креста. Холст, масло. Сантуарио-делла-Мадонна-ди-Монджовино. Тавернелле, провинция Парма
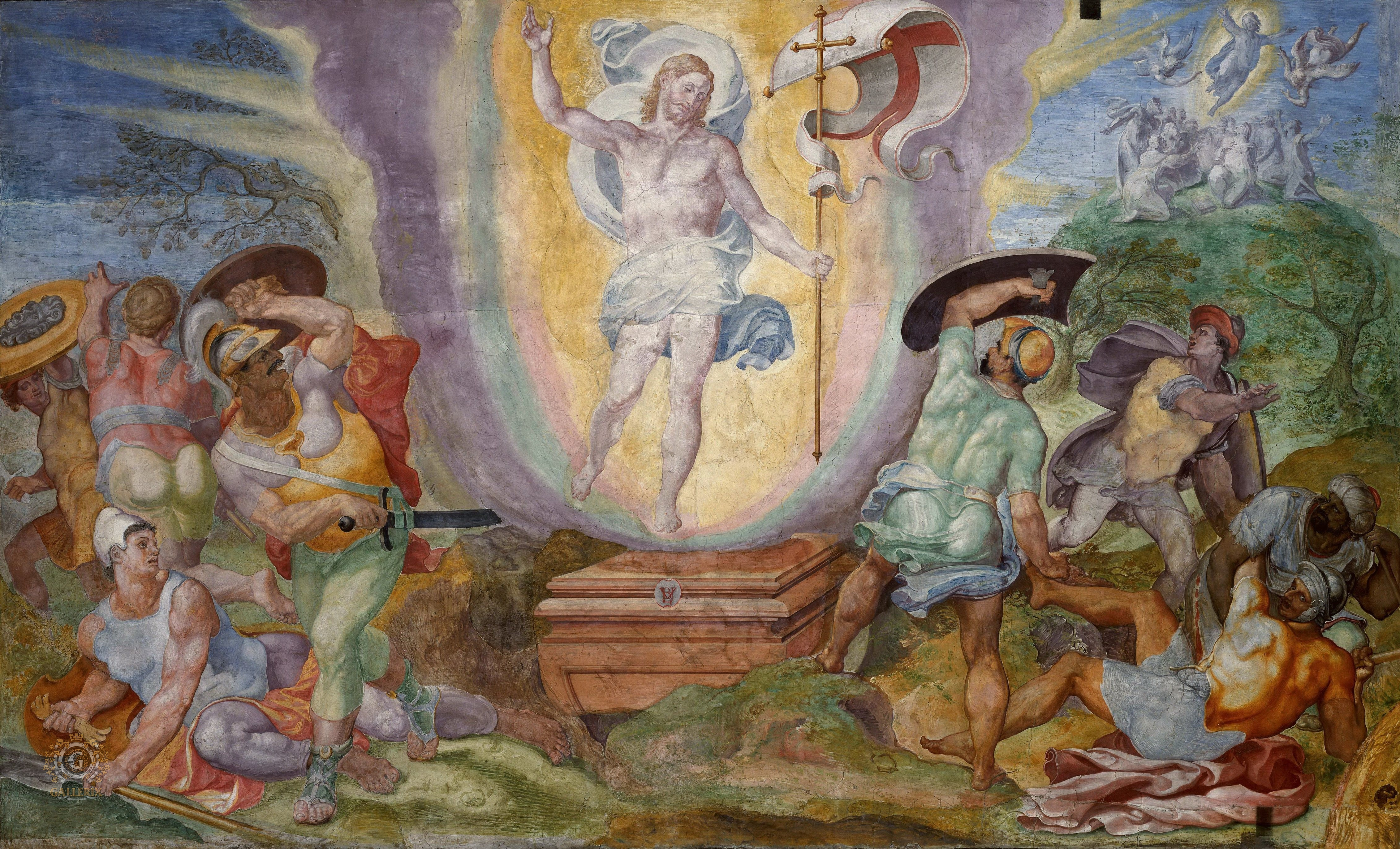
Воскресение Христа. Между 1571 и 1572. Холст, масло. Сикстинская капелла, Ватикан
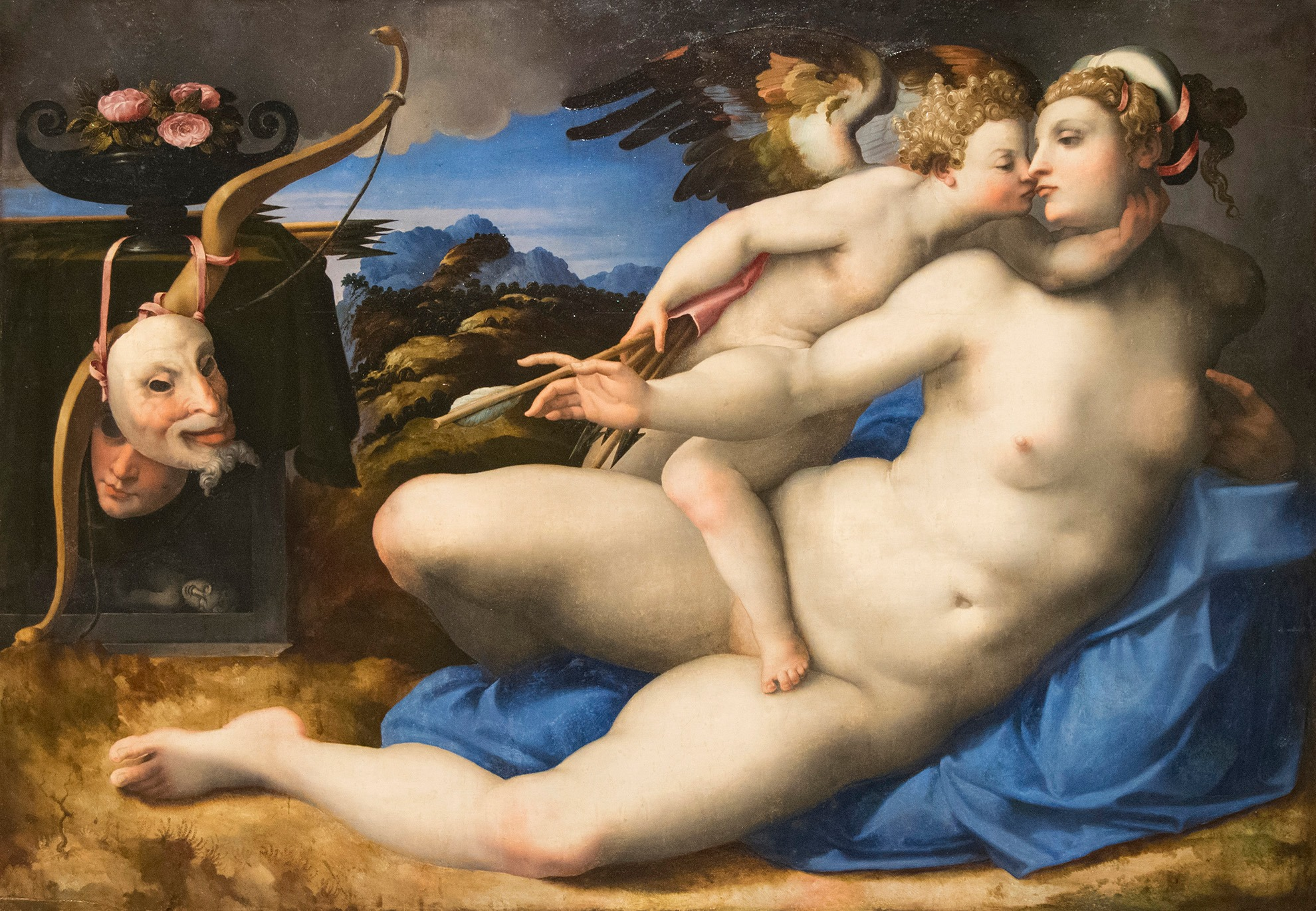
Венера, целуемая купидоном. Между 1532 и 1575. Дерево, масло. Музей Каподимонте, Неаполь